# Les Yeux d'Hélène
Les Yeux d'Hélène, sous-titré Les Cœurs brûlés 2, est une mini-série française en 9 épisodes de 100 minutes, réalisée par Jean Sagols sur un scénario de Jean-Pierre Jaubert et Reine Silbert, et diffusée à partir du 7 septembre 1994 sur TF1.
Depuis le 4 octobre 2017, la mini-série est disponible gratuitement sur la chaîne YouTube Instant Saga et sur la plateforme Pluto TV.
Cette mini-série est la deuxième partie des Cœurs brûlés (1992).

## Synopsis
Trois ans ont passé depuis qu'Hélène a perdu la vue. Christian, Isa et son fils Tanguy s'apprêtent à revenir d'un long périple à la voile autour du monde. Malheureusement, près du golfe de Gênes, ils essuient une tempête. Isa se noie. C'est la consternation à « La Réserve ». Sa mère, Geneviève, désormais avec Arnaud, est inconsolable. Tanguy en perd la parole et Christian se réfugie dans la boisson.
Hélène s'apprête à revenir à « La Réserve ». Informée de la rénovation onéreuse de celle-ci par sa fille Patricia et son frère Arnaud, elle décide de reprendre les rênes malgré sa cécité pour ne pas couler l'affaire de son ex-mari, Marc, disparu (voir Les Cœurs brûlés).
Peu de temps après, elle apprend que de mystérieux jumeaux, Dominique et Frédéric Volvani, veulent s'emparer de « La Réserve », ayant appartenu à leur père décédé depuis peu. Ils envoient la fille de Dominique, Cornélia, en vacances à l'hôtel...
Un incendie ravage l'hôtel. Dominique est gravement brulé. Hélène se retrouve seule sur l'île et elle est attaquée par une femme, en réalité Frédéric Volvani. Atteint d'une maladie cérébrale incurable, Arnaud se suicide. Il lègue ses yeux à Hèlène qui retrouve la vue. Elle doit alors faire face à de grosses difficultés financières. L'hôtel est mis en vente au grand dam d'Hélène. Mais Dominique le rachète.

## Distribution
- Mireille Darc : Hélène Charrière
- Jean-Pierre Bouvier : Dominique et Frédéric Volvani
- Danièle Évenou : Geneviève Mercier
- Pierre Cosso : Christian Leroy
- Michel Duchaussoy : Arnaud Charrière
- Alain Doutey : Jean-Philippe
- Jean Sorel : Vincent
- Claire Keim : Cornélia Volvani
- Nathalie Roussel : Régine
- Josy Bernard : Patricia Leroy
- Jan Vancoillie : Tanguy
- Paul Guers : Commandant Favereau
- Hugues Boucher : Luc
- Pierre Maguelon : Maurice Tardi
- Manault Deva : Sylvia Favereau
- Jean-Louis Tribes : Nicolas Guimard
- Jean Franval
- Andrée Damant

## Commentaires
- La chanson du générique de début interprétée par Nicole Croisille (reprenant celle des Les Cœurs Brulés) et celle du générique de fin par Claire Keim (intitulée En rêvant).

- Claire Keim fait des débuts remarqués en « fille à papa pourrie gâtée ». Elle refera parler d'elle dix ans plus tard avec le feuilleton Zodiaque.

- Diffusée sur TF1 durant l'automne 1994, cette mini-série a battu des records d'audience, enregistrant 10 millions de spectateurs en moyenne chaque semaine. Malgré une diffusion en automne, cette mini-série est à classer dans les sagas de l'été puisque sa première diffusion fut précédée par la rediffusion de sa première partie, Les Cœurs Brulés, pendant l'été.